# Showdown
«Showdown» (рус. «Разборки») — четвёртый сингл австралийской группы Pendulum с их второго альбома In Silico. Он был ремикширован многими музыкантами, включая DJ Clipz, Excision и Redlight.

## Реакция критик
«Showdown» получила в основном положительные обзоры от критиков.

## Музыкальное видео
Музыкальное видео на песню «Showdown», снятое Ником Бартлитом, было выложено на MySpaceTV 12 декабря 2008 года.
Сюжет клипа представлял собой вариацию на тему собачиьх боёв, где вместо животных сражались две молодых девушки, одной из которых удаётся сбежать к концу видео.

## Видеоигра
24 декабря, вскоре после выхода видео, группа Pendulum представила игру в стиле Space Invaders на своём сайте, посвящённую продвижению «Showdown». Набравший большое количество очков игрок мог получить версию песни с концерта в Брикстоне и золотой диск альбома In Silico.

## Маркетинг и выход сингла
«Showdown» сначала появилась 5 января 2009 года в различных интернет-сервисах, включая 7digital, Amazon.com, и iTunes. Помимо альбомной и радио- версий песни, загружаемая версия также содержала информацию о создании песни и несколько ремиксов. Позже сингл вышел 9 февраля на лейбле Warner Music UK в формате грампластинки, содержа альбомную версию и ремикс на песню от Excision.
Песня «Showdown» стала первым синглом со второго альбома, не использующим логотип группы, изображённый на обложке In Silico.

## Форматы и списки композиций
Цифровая загрузка

(выпущен 5 января 2009 года)
1. «Showdown» — 5:27
2. «Showdown» (radio edit) — 3:22
3. «Showdown» (DJ Clipz remix) — 4:52
4. «Showdown» (Excision remix) — 4:47
5. «Showdown» (Redlight remix) — 5:09
6. «Showdown» (Live at the Brixton Academy) — 7:38

12" picture disc vinyl

(WEA454T; выпущен 9 февраля 2009)
1. «Showdown» — 5:27
2. «Showdown» (Excision remix) — 4:47

## В популярной культуре
- Песня Showdown попала в саундтрек к фильму «Каратель: Территория войны», вышедшему в 2008 году.

## Участники записи
Pendulum:
- Роб Свайр — композитор, продюсер, вокал, микширование;
- Гарет МакГриллен — ассистент, бас;
- Перри Гвинедд — гитара;
- Пол Кодиш — ударные;

Другие:
- Simon Askew — микширование;
- Paul West — дизайн логотипа;

Видео-состав:
- Nick Bartleet — режиссёр, монтажер;
- Phoebe Lloyd — продюсер;
- Marko Fuchs — помощник директора;
- Eric Maddison — постановщик;
- Zara Phythian — актриса, мастер боевых искусств;
- Helen Bailey — актриса, мастер боевых искусств.